# Black v. Chrétien

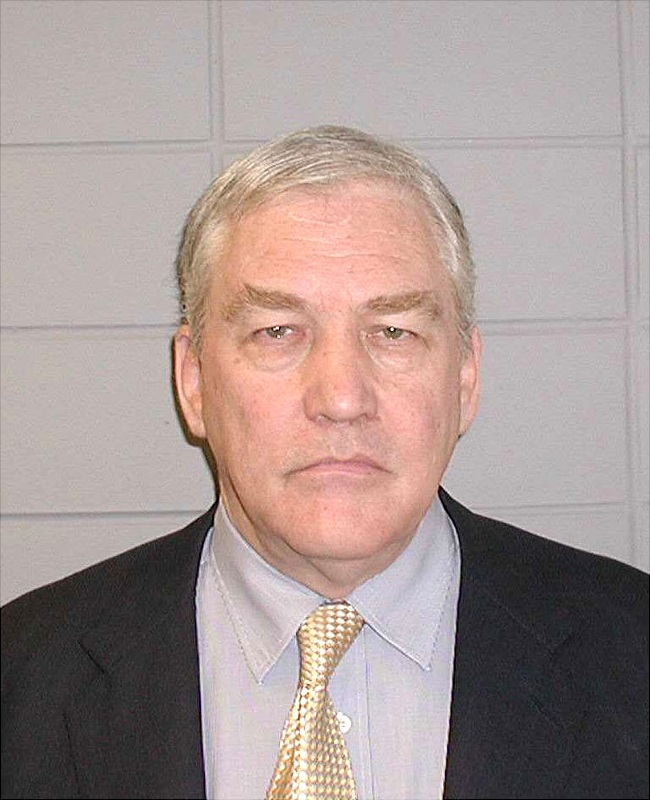
Conrad Black

Black v. Chrétien é nome da disputa legal ocorrida entre o empresário Honorável Conrad Black e o primeiro-ministro canadense Jean Chrétien a respeito do direito de Black obter cidadania britânica e se tornar um membro da Câmara dos Lordes. A decisão foi dada pela Corte de Apelação de Ontário em favor de Chrétien.

## Resolução Nickle
A Rainha Isabel II estava para conceder a Black um pariato, especificamente um baronato. Todavia, o primeiro-ministro do Canadá  Jean Chrétien deu  conselho contrário à rainha sinalizando que um cidadão canadense não poderia receber um título nobre de acordo com os debates de títulos canadense de 1919, a Resolução Nickle..

## Papel do Primeiro Ministro
Chrétien declarou que, apesar do governo do Reino Unido homenagear Black como um cidadão britânico, e tendo Black dupla cidadania; uma canadense e outra britânica (permitido desde 1977), o governo do Canadá tinha o direito de manter Black longe do desfrutamento de seus direitos como  britânico, pois ele também era um cidadão canadense.

## Acusações em casos semelhantes
O empresário Galês Sir Terry Matthews (nascido em 1943) e o nascido em Winnipeg Sir George Bain Sayers (1939), diretor da Queen's University em Belfast, sendo ambos cidadãos canadenses, mas residentes no Reino Unido, foram homenageados com o título de cavaleiro. Jean Chrétien e o Ministro dos Negócios Estrangeiros do Canadá John Manley enviaram protestos diplomáticos para Londres contra a interferência do governo britânico em assuntos canadenses.

## O governo canadense
Chrétien foi citado por uma reportagem da British Broadcasting Corporation de 11 de Junho de 2001 dizendo, "O que eu e o governo aponta é que, ao conferir o título de cavaleiro sem buscar um acordo com o governo canadense, você não tem tido em conta a política do governo canadense em relação à forma como os cidadãos canadenses devem ser honrados. "
Black disse que iria aceitar o pariato como um cidadão britânico, mas Chrétien se manteve firme em seu conselho ministerial. Black, em seguida, argumentou que esta interpretação estrita da Resolução Nickle era um acerto de contas por suas  críticas e opiniões políticas no passado contra Chrétien, e processou o primeiro-ministro, sem sucesso.

## Bryant Godman Irvine
Partidários de Black argumentaram que o Canadá não se opôs à concessão de honrarias a cidadãos dupla cidadania tais como o nativo de Ontário Sir Bryant Godman Irvine que foi condecorado em 1986, assim como para um proeminente quebequense, o industrial britânico e canadense, Sir Neil McGowan Shaw (n. 1929) em 1994.

## Visão do governo britânico
O governo britânico considerou que era inadequado para o primeiro-ministro do Canadá aconselhar a Rainha do Reino Unido, assim como teria sido inadequado para o primeiro-ministro britânico assessorar a Rainha do Canadá em assuntos internos do Canadá. Tendo em visto que sua majestade sustenta os dois títulos de soberana de ambos os países.

## Decisão
A corte afirmou que Chrétien exercia seus poderes de  primeiro-ministro. Afirmou ainda que ele agiu dentro da constituição ao aconselhar a rainha no exercício de sua prerrogativa Real.

## Renunciando à cidadania Canadense
Em 2001, Black renunciou a sua cidadania canadense, que ele classificou como um "mundinho opressivo ". Eric Reguly escreveu no The Times: "Uma grande homem saiu de sua nativa Canadá para Bretanha. Ele não poderia esperar, disse ele, pois o Canadá estava se tornando um terceiro mundo governado por socialistas."O advogado de Black, Eddie Greenspan, mas tarde afimou sobre a cidadania de Black: "ela foi roubada dele " pelo "rancoroso" ex-primeiro-ministro Jean Chrétien.

## Barão Black de Crossharbour
Black foi contemplado com uma pariato temporário vital de Barão Black de Crossharbour, na London Borough of Tower Hamlets. Lorde Black sentava como um membro do partido conservador até 13 de julho de 2007 quando foi expluso do partido.

## Reavendo a Cidadania
Em setembro de 2006, o The Globe and Mail reportou que  Black estava requerendo novamente sua cidadania canadense.
Em uma entrevista a TV, Black afirmou, "Eu sempre disse que iria reaver minha cidadania, e se não fosse por todos os problemas legais, eu a teria agora.” Ele teria dito ao apresentador Steve Paikin que ele estava trabalhando por “vias normais”.

## Conselho Privado da Rainha
Mesmo sem ser um cidadão canadense, Black ainda faz parte do Conselho Privado da Rainha para o Canadá, tendo ele sido indicado pelo governador-geral Ray Hnatyshyn, no conselho do Primeiro Ministro Brian Mulroney, em 1992. O conselho complete raramente se reúne e tem pouco poder, sendo sua nomeação apenas honorífica.